# Sand Dune Arch Trail
Le Sand Dune Arch Trail est un sentier de randonnée américain situé dans le comté de Grand, dans l'Utah. Protégé au sein du parc national des Arches, il permet de rejoindre depuis la route la Sand Dune Arch, une arche naturelle à laquelle il doit son nom.